# Maud Powell
Maud Powell   (Comtat de LaSalle, 22 d'agost de 1867 - Pennsilvània, 8 de gener de 1920) va ser la primera virtuosa important del violí en la història de la música estatunidenca.
El seu pare, Bramwell Powell, era supervisor escolar a Aurora, Illinois, i la seva mare, Minnie, era pianista i compositora. Maud va rebre les seves primeres lliçons de piano. El seu oncle John Wesley Powell, geògraf i etnòleg, va organitzar la primera exploració científica del Gran Canyó i va ser el fundador de la "National Geographic Society".
Powell va créixer a Aurora, Illinois, on va rebre les primeres lliçons de violí als set anys. Dos anys més tard, va començar a ensenyar amb William Lewis a Chicago, a 46 milles de distància, on viatjava en tren cada dissabte. Des del 1881 es va allotjar a Europa, on inicialment va ser alumna de Henry Schradieck al Conservatori de Leipzig. Del 1882 al 1883 va estudiar al Conservatori de París amb Charles Dancla i després d'una gira de concerts per Anglaterra el 1884/85 amb Joseph Joachim a l'Acadèmia de Música de Berlín. El seu gran model a seguir va ser la violinista francesa Camille Urso.
El 1885 va debutar als Estats Units amb el Concert per a violí en sol menor de Max Bruch amb lOrquestra Filharmònica de Nova York amb Theodor Thomas. Els anys següents va donar concerts als EUA, especialment a l'Oest culturalment poc desenvolupat. Va tocar les estrenes nord-americanes de moltes obres importants de la literatura musical mundial, el Concert per a violí de Txaikovski (1889) amb lOrquestra Simfònica de Nova York amb Walter Damrosch, el Concert per a violí en la menor, op.53 de Dvořák (1893) i el concert per a violí en re menor. op. 47 de Sibelius (1906 amb la Filharmònica de Nova York amb Vassili Safónov). També va tocar obres de compositors nord-americans com Marion Bauer, Victor Herbert, Cecil Burleigh, Edwin Grasse, John Alden Carpenter, Henry Holden Huss, Henry Rowe Shelley, Arthur Foote, Charles Wakefield Cadman i Grace White.
El 1893 va interpretar el romanç per a violí i piano amb Amy Beach, que va compondre i dedicar-li. Del 1894 al 1895 va actuar amb el Maud Powell Quartet de corda, convertint-se en la primera dona a dirigir un quartet de corda masculí. Del 1898 al 1905 va fer gires de concerts per Gran Bretanya i l'Europa continental. També va actuar aquí diverses vegades amb John Philip Sousa i la seva banda. El 1904 va ser la primera instrumentista femenina a fer discos per a la sèrie d'artistes de famosos de la firma "Victor". El seu enregistrament del record de Franz Drdla (1907) es va convertir en un èxit de vendes mundial.
Del 1907 al 1919 va fer gires de concerts anuals pels Estats Units, el 1908 i el 1909 també amb el seu propi trio de piano. El 1909 va tocar el concert per a violí de Beethoven amb la Filharmònica de Nova York amb Gustav Mahler i el 1912 l'estrena mundial del concert per a violí dedicat a Samuel Coleridge-Taylor. El 1914 va interpretar el Concert per a violí de Sibelius al Festival de Norfolk sota la direcció del compositor. Durant la Primera Guerra Mundial, també va actuar davant soldats dels camps militars nord-americans i canadencs.
Després d'haver caigut a l'escenari durant un concert el 1919, va morir d'un atac de cor el 8 de gener de 1920 mentre es preparava per a un concert. El 1986 es va fundar la "Maud Powell Society for Music and Education" (Fundació Maud Powell), que es dedica a l'avenç de la música de joves i dones. Publica la revista "The Maud Powell Signature" i organitza el "Maud Powell Music Festival" a Illinois.